# HK Mogiljov
HK Mogiljov je hokejový klub z Mohylevu, který hraje Běloruskou hokejovou ligu. Klub byl založen roku 2000. Jejich domovským stadionem je Mogilev Sports Palace s kapacitou 3 048 lidí.